# ゲートキーパー問題
ゲートキーパー問題（ゲートキーパーもんだい）とは、ソニー社内から複数のウェブサイトにおいて、自社製品を絶賛して他社製品を中傷する書き込みが発見された問題である 。

## 概要
複数の電子掲示板やブログなどにおいて、任天堂など他社の製品を中傷してソニーの製品を宣伝する書き込みが行われる一方、ソニーの製品の不具合に見舞われたユーザーを中傷する書き込みが行われていたことから、多くのブロガーらがドメイン名検索を行ったところ、自身のウェブサイトで2000年頃から「少人数ではとても行えない規模」によるステルスマーケティングや世論操作と思われる書き込みがソニーの社内LANからあったことが発覚した。
「ゲートキーパー」は、ソニー本社のホスト名であるgatekeeper??.sony.co.jpに由来しており、2ちゃんねるなどの匿名掲示板では「GK」と略される。
ソニーによるステルスマーケティングのその他の例はソニー#ステルスマーケティングを参照。

## 余談
まちBBSの長崎県に関係するスレッドに、ソニーの社内LANから援助交際の書き込みが行われたことがあり、マスコミの取材に対してソニーは回答を差し控えている。